# Diecéze královéhradecká

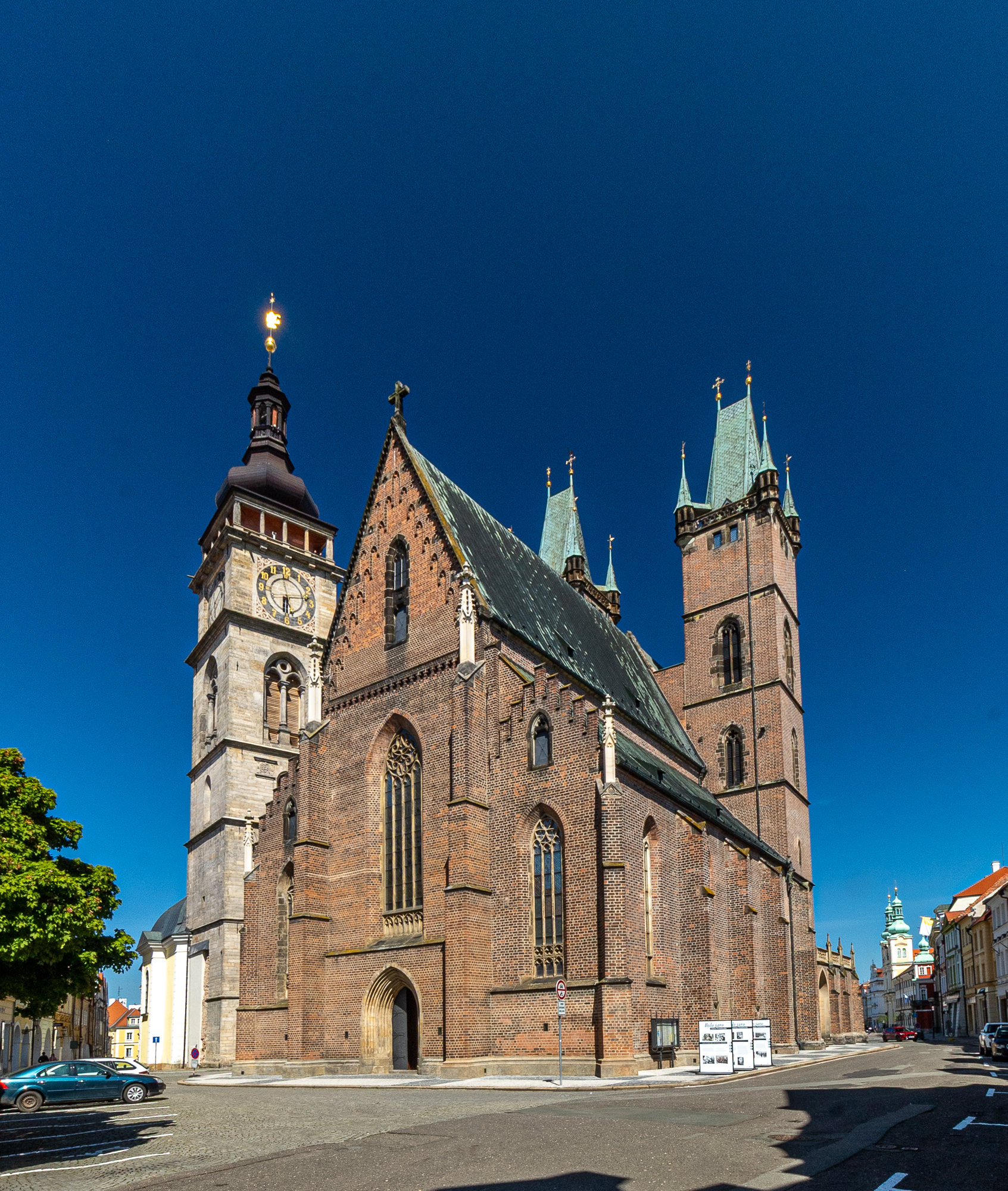
Katedrála svatého Ducha

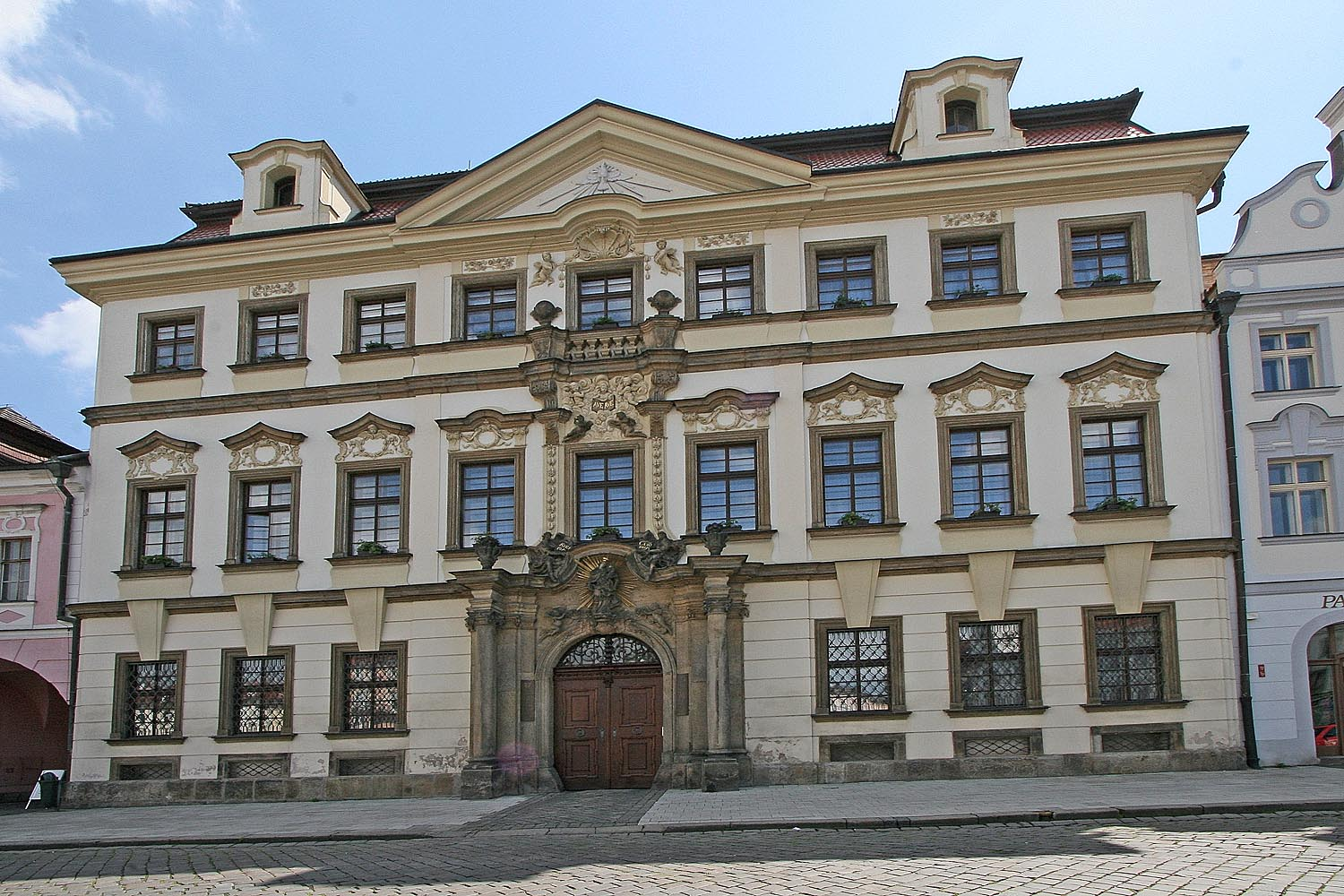
Biskupský palác na Velkém náměstí

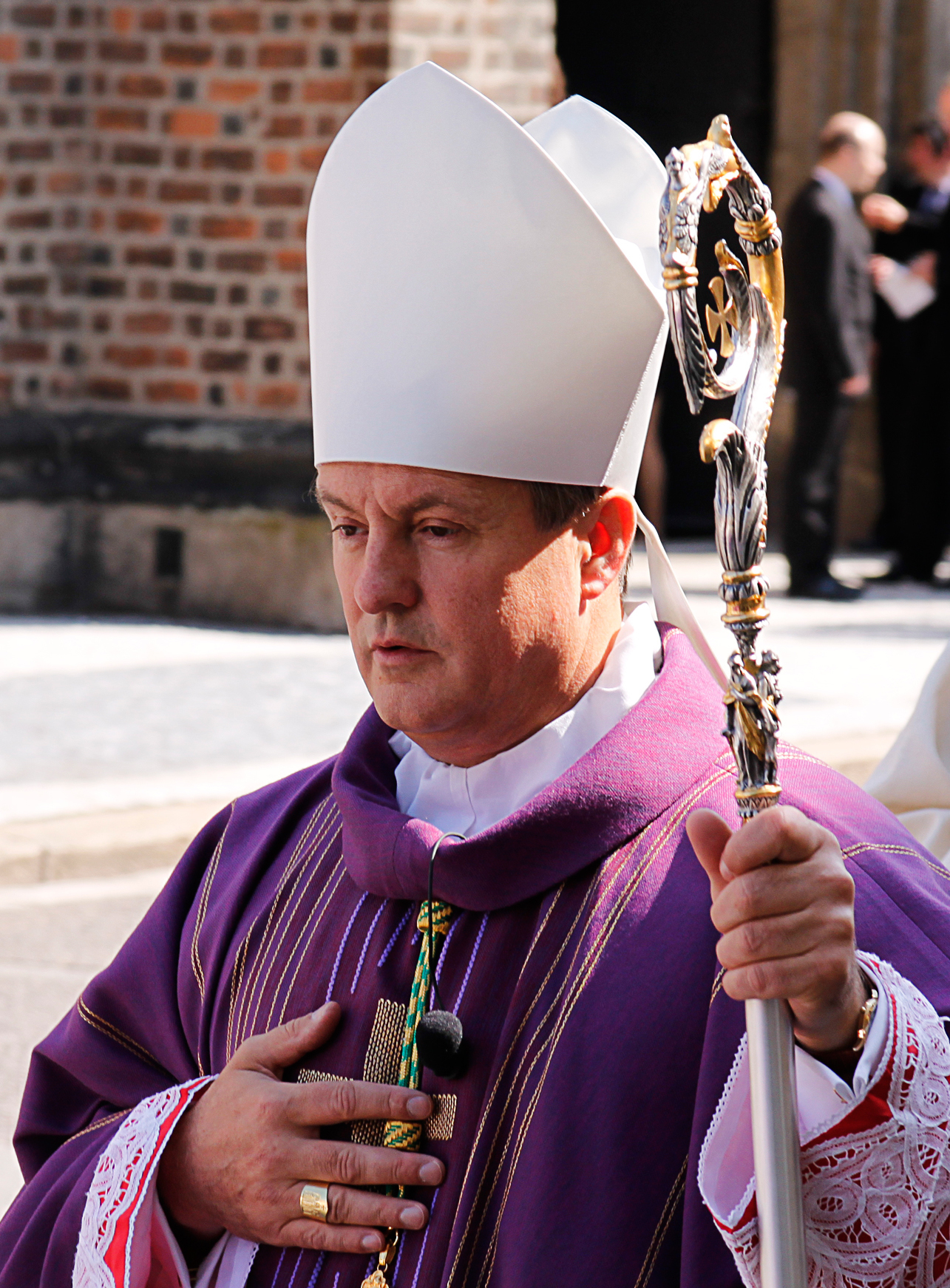
Jan Vokál – biskup královéhradecký

Diecéze královéhradecká je římskokatolická diecéze, která se nachází ve východních Čechách. Založena byla 10. listopadu 1664, sídlem biskupa je Hradec Králové. Spolu s metropolitní pražskou arcidiecézí a litoměřickou, českobudějovickou a plzeňskou diecézí tvoří Českou církevní provincii. V čele diecéze stojí od 14. května 2011 sídelní biskup Mons. Jan Vokál.

## Historie diecéze
Církevní organizace existovala na východě Čech již od počátku křesťanství v českých zemích a byla součástí pražské diecéze, ustavené na konci 10. století. Hradec Králové pak zaujímal významné místo v této struktuře jako sídlo arcijáhna. Část území východních Čech byla ve 14. a začátku 15. století součástí nově ustanoveného biskupství litomyšlského (1344), které ovšem zaniklo během husitských válek.
Zřízení samostatného biskupství v 17. století souvisí s obnovou katolické církevní organizace během katolické reformace, neboť toto území bylo jednak poměrně vzdálené od dosavadního střediska této správy v Praze, jednak se římskokatolická církev snažila obnovit svou strukturu na území, které z větší části přestalo být katolickým. Diecéze byla zřízena papežem Alexandrem VII. 10. listopadu 1664 bulou Super universas, v níž je také hradecký kostel Svatého Ducha povýšen na kostel katedrální. V průběhu následujícího století se nově zřízené biskupství stalo důležitou součástí katolického reformačního úsilí, v Hradci Králové působili i jezuité, kteří zde měli svou kolej (dnešní budova Nového Adalbertina). Původně diecéze zabírala prakticky jen Hradecký kraj, roku 1784 k ní byly připojeny i kraje Čáslavský a Chrudimský.
V době osvícenství podporovali hradečtí biskupové snahu tehdejších politických představitelů o náboženskou toleranci. V 2. polovině 20. století zůstávala diecéze po úmrtí Mořice Píchy neobsazená (sedes vacans), protože státní správa neumožnila běžnou správu a jmenování diecézního biskupa. Na začátku roku 1990 byl diecézním biskupem jmenován Karel Otčenášek, který biskupské svěcení obdržel již roku 1950.
Bulou Episcoporum Poloniae coetus papeže Pavla VI. ze dne 28. června 1972 bylo z území diecéze vyňato území Kladska a včleněno do vratislavské arcidiecéze.
Dne 6. června 1998 byl sídelním biskupem jmenován Mons. ThLic. Dominik Duka OP, 26. září téhož roku přijal biskupské svěcení. Generálními vikáři byli do února 2010 Tomáš Holub a Josef Socha.Od 1. 1. 2019 je generálním vikářem Mons. Mgr. Jan Paseka. Dne 13. února 2010 byl stávající biskup Dominik Duka jmenován arcibiskupem pražským a 14. května 2011 se vedení diecéze ujal nový biskup Jan Vokál, jmenovaný papežem Benediktem XVI. 3. března 2011.
Na počátku 21. století byl v diecézi zahájen proces slučování farností, aby se struktura diecéze přizpůsobila nižšímu počtu kněží i věřících. Během pěti let poklesl počet farností z 447 (v roce 2003) na 309 (1. leden 2008).

## Statistiky
V roce 2019 bylo v diecézi 450 800 pokřtěných osob, což představuje 35,4 % z celkového počtu 1 274 200 obyvatel.
| rok  | populace | populace  | populace | kněží  | kněží    | kněží   | kněží      | trvalí jáhnové | řeholníci | řeholníci | farnosti |
| rok  | pokřtění | celkem    | %        | celkem | diecézní | řeholní | počet křtů | trvalí jáhnové | muži      | ženy      | farnosti |
| ---- | -------- | --------- | -------- | ------ | -------- | ------- | ---------- | -------------- | --------- | --------- | -------- |
| 1949 | 913.606  | 1.294.702 | 70,6     | 662    | 612      | 50      | 1.380      |                | 66        | 729       | 477      |
| 1970 | 827.230  | 1.336.650 | 61,9     | 376    | 325      | 51      | 2.200      |                | 51        | 955       | 477      |
| 1980 | 805.000  | 1.344.000 | 59,9     | 292    | 253      | 39      | 2.756      |                | 39        | 629       | 476      |
| 1990 | 825.000  | 1.376.000 | 60,0     | 244    | 195      | 49      | 3.381      |                | 49        |           | 477      |
| 1999 | 470.000  | 1.220.000 | 38,5     | 202    | 163      | 39      | 2.326      | 16             | 47        | 343       | 447      |
| 2000 | 470.000  | 1.220.000 | 38,5     | 203    | 156      | 47      | 2.315      | 17             | 67        | 330       | 447      |
| 2001 | 470.000  | 1.220.000 | 38,5     | 211    | 161      | 50      | 2.227      | 17             | 64        | 320       | 447      |
| 2002 | 470.000  | 1.220.000 | 38,5     | 209    | 158      | 51      | 2.248      | 19             | 63        | 322       | 447      |
| 2003 | 470.000  | 1.220.000 | 38,5     | 231    | 182      | 49      | 2.034      | 16             | 57        | 296       | 447      |
| 2004 | 450.000  | 1.260.000 | 35,7     | 210    | 163      | 47      | 2.142      | 18             | 55        | 286       | 447      |
| 2006 | 450.000  | 1.260.000 | 35,7     | 213    | 164      | 49      | 2.112      | 26             | 63        | 259       | 444      |
| 2013 | 453.300  | 1.269.000 | 35,7     | 211    | 160      | 51      | 2.148      | 26             | 61        | 167       | 265      |
| 2016 | 454.200  | 1.272.000 | 35,7     | 202    | 161      | 41      | 2.248      | 36             | 47        | 129       | 264      |
| 2019 | 450.800  | 1.274.200 | 35,4     | 205    | 170      | 35      | 2.199      | 32             | 43        | 114       | 265      |

## Galerie

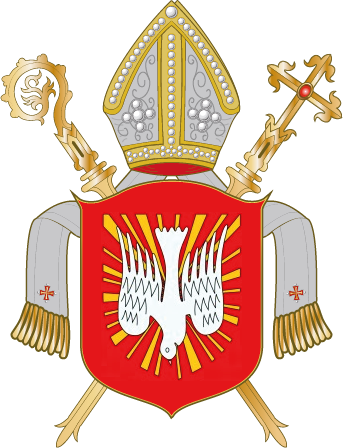
Znak diecéze v letech 1736–1945
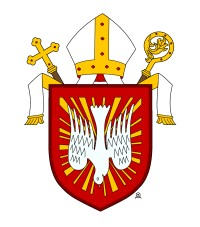
Znak diecéze v letech 1946–2014